# 1390
1390 (MCCCXC) a fost un an obișnuit al calendarului iulian, care a început într-o zi de luni.

## Nașteri
- 3 octombrie: Humphrey, duce de Gloucester (d. 1447)
- 27 decembrie: Anne de Mortimer, pretendentă la tronul englez (d. 1411)

## Decese
- 9 octombrie: Ioan I al Castiliei, 32 ani (n. 1358)